# Каплунівські церкви
Каплунівські церкви — два православні храми, що існували в Харкові у XVIII — початку XX століття, присвячені Різдву Пресвятої Богородиці та Каплунівській іконі Божої Матері. Вони розташовувалися на території колишнього Каплунівського кладовища, між сучасними вулицями Григорія Сковороди, Мистецтв, Манізера та Каплунівським провулком. Обидві церкви знесені у 1929 році.

## Історія

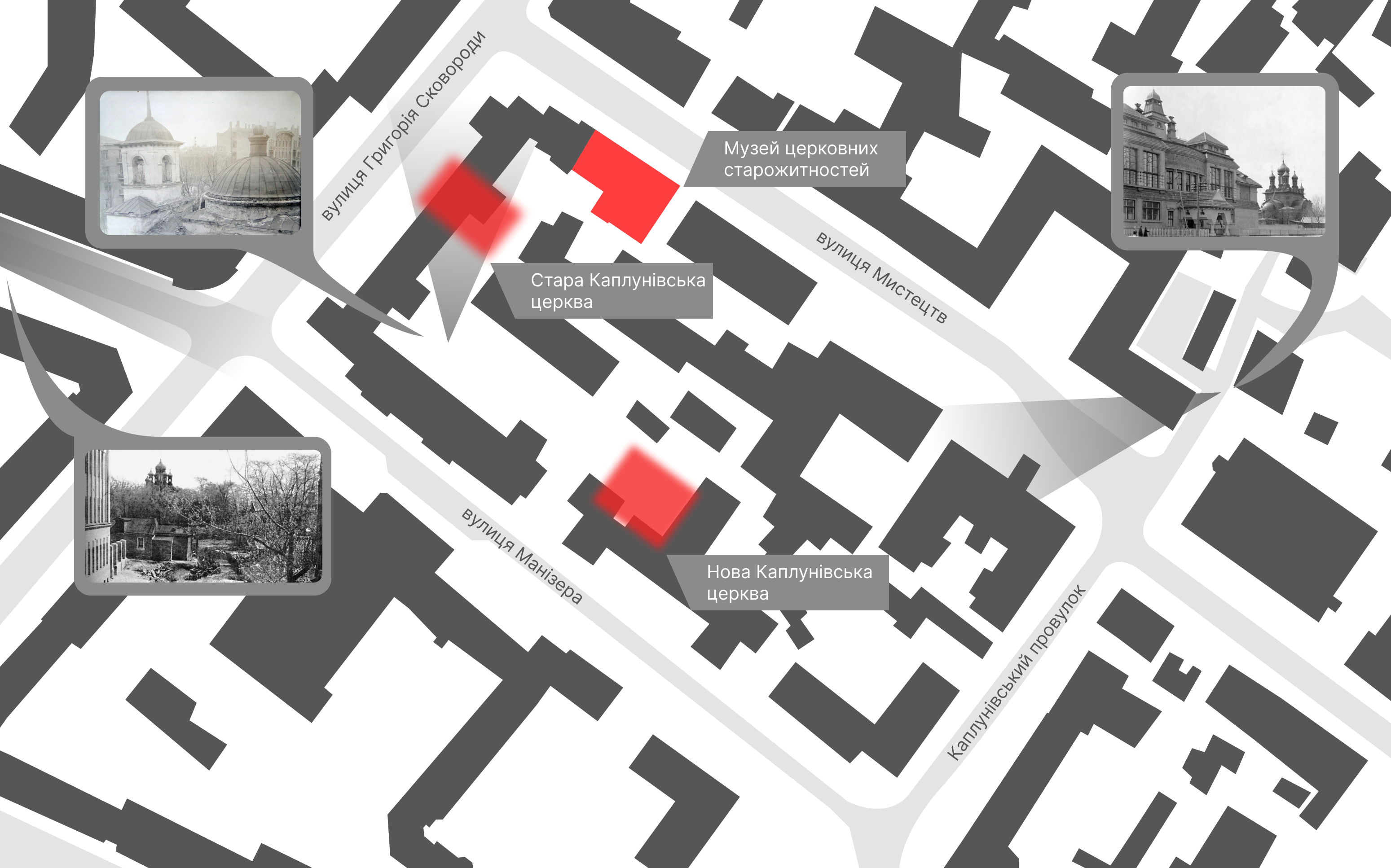
Схема розміщення церков на сучасній мапі міста

З середини XVIII століття північніше Харківської фортеці почали формуватися казармові квартали для розміщення військових частин. Тут закладено військове поселення, що отримало неофіційну назву «військове містечко». У зв'язку з його розширенням виникла потреба у побудові стаціонарної полкової церкви. У 1771 році за проєктом губернського архітектора Петра Ярославського зведена кам'яна однопрестольна церква Різдва Пресвятої Богородиці, присвячена Каплунівській іконі Божої Матері. Цей образ, який був надбаний у селі Каплунівка Богодухівського повіту, вважався чудотворним та шанувався як духовний символ перемоги у Полтавській битві 1709 року. Після втрати військового значення церкви, у 1790-х роках навколо неї організовано кладовище для кількох міських парафій, зокрема для Миколаївської, Успенської та Троїцької, які вже не мали власних кладовищ. Пізніше церква отримала статус кладовищенської.
На початку XIX століття, у зв'язку з аварійним станом першого храму, вирішено побудувати нову церкву. У 1808—1810 роках за проєктом архітектора Євгена Олексійовича Васильєва зведено новий храм на честь Різдва Пресвятої Богородиці. Його спорудження збіглося з відзначенням 100-річчя Полтавської битви. У 1828 році Каплунівське кладовище закрите, а храм перетворено на парафіяльний. Попри зміну статусу, його продовжували називати Каплунівським, а також продовжувалися поховання власників вже викуплених ділянок. У середині XIX століття територія колишнього кладовища поступово забудовувалася та була офіційно включена до меж міста й отримала назву Каплунівська площа (нині Каплунівський провулок). Деякі могили були перенесені на нове міське кладовище, а деякі залишені. Серед відомих людей, на кладовищі були поховані перший ректор Харківського університету Іван Степанович Рижський та протоієрей Стефан Іванович Прокопович.
У зв'язку зі зростанням кількості парафіян, у 1894 році прийнято рішення збудувати новий, більший за розмірами храм. Стару церкву при цьому вирішено зберегти як історичну пам'ятку. У 1902—1912 роках за проєктом архітектора Олексія Миколайовича Бекетова споруджений новий храм, який став зразком давньоруського церковного стилю. Будівля мала п'ять бань, невелику дзвіницю над західним входом та розписи, виконані художником Миколою Пестриковим у стилі давньоруського іконопису. У 1912 році поруч із храмом побудовано будівлю для музею церковних старожитностей, заснованого за ініціативою єпархіального управління. Архітектори Володимир Покровський і Віктор Величко надали музею риси стилю модерн з елементами неовізантійської архітектури. В експозиції музею були зібрані пам'ятки з церков та монастирів Харківської єпархії, включаючи перше друковане Біблійне видання в Російській імперії.
Після початку радянської окупації, у 1929 році обидві Каплунівські церкви знесені в межах антирелігійної кампанії. На цьому місці у 1931—1932 роках звели житловий будинок для працівників заводу імені Малашева та інші житлові будинки.

## Галерея

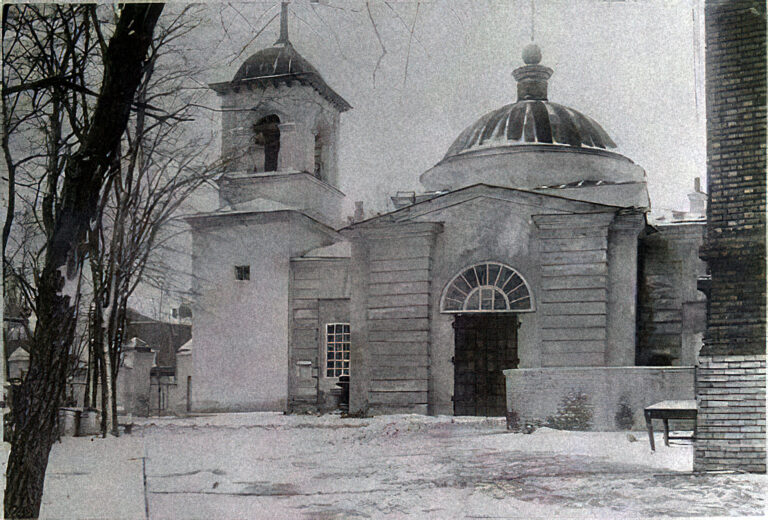
Стара Каплунівська церква збоку
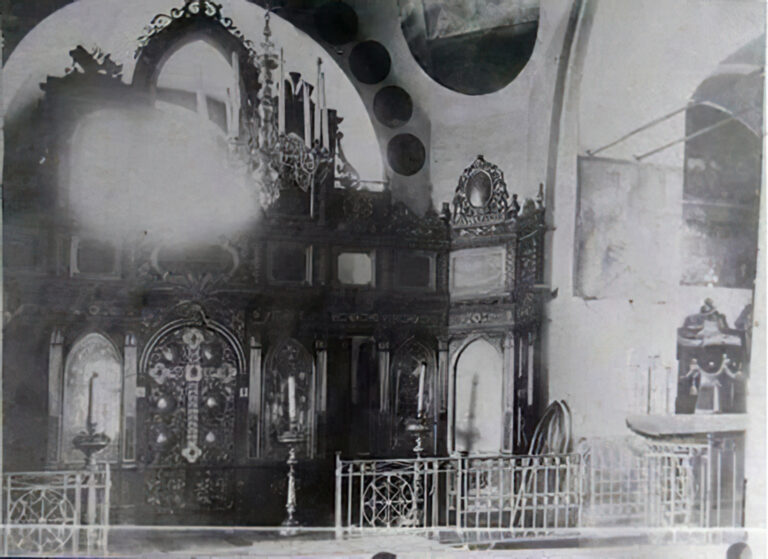
Інтер'єр старої Каплунівської церкви
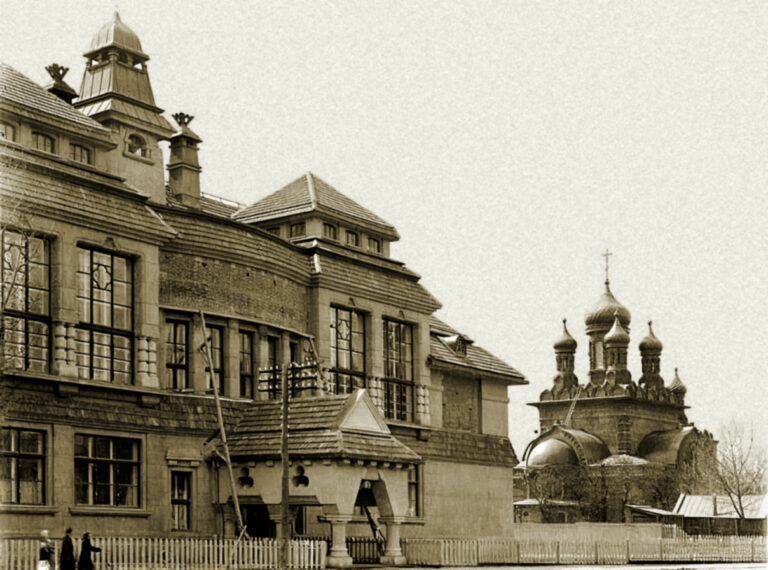
Будівля Харківського художнього училища і нова Каплунівська церква
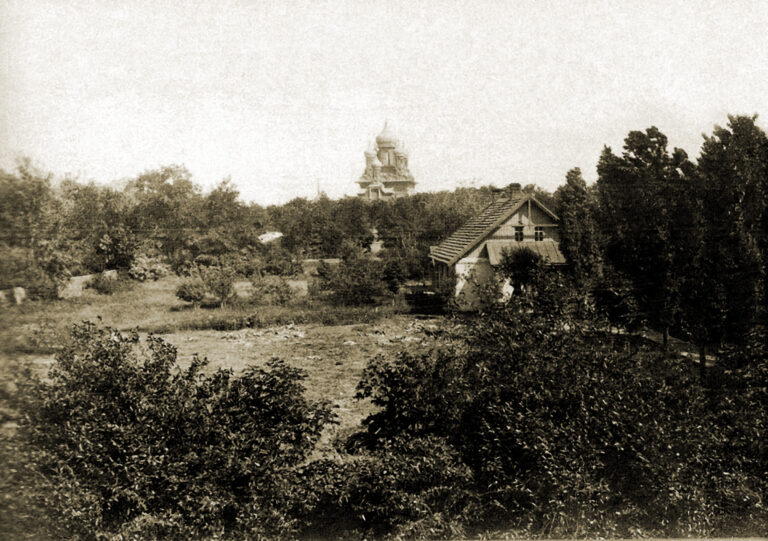
Вдалині нова Каплунівська церква
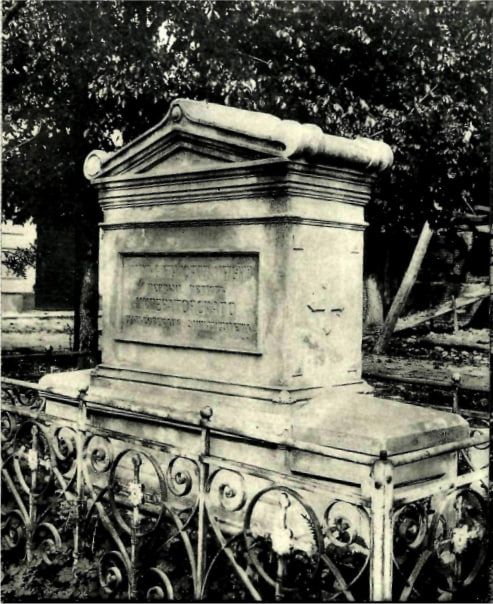
Могила Івана Степановича Рижського
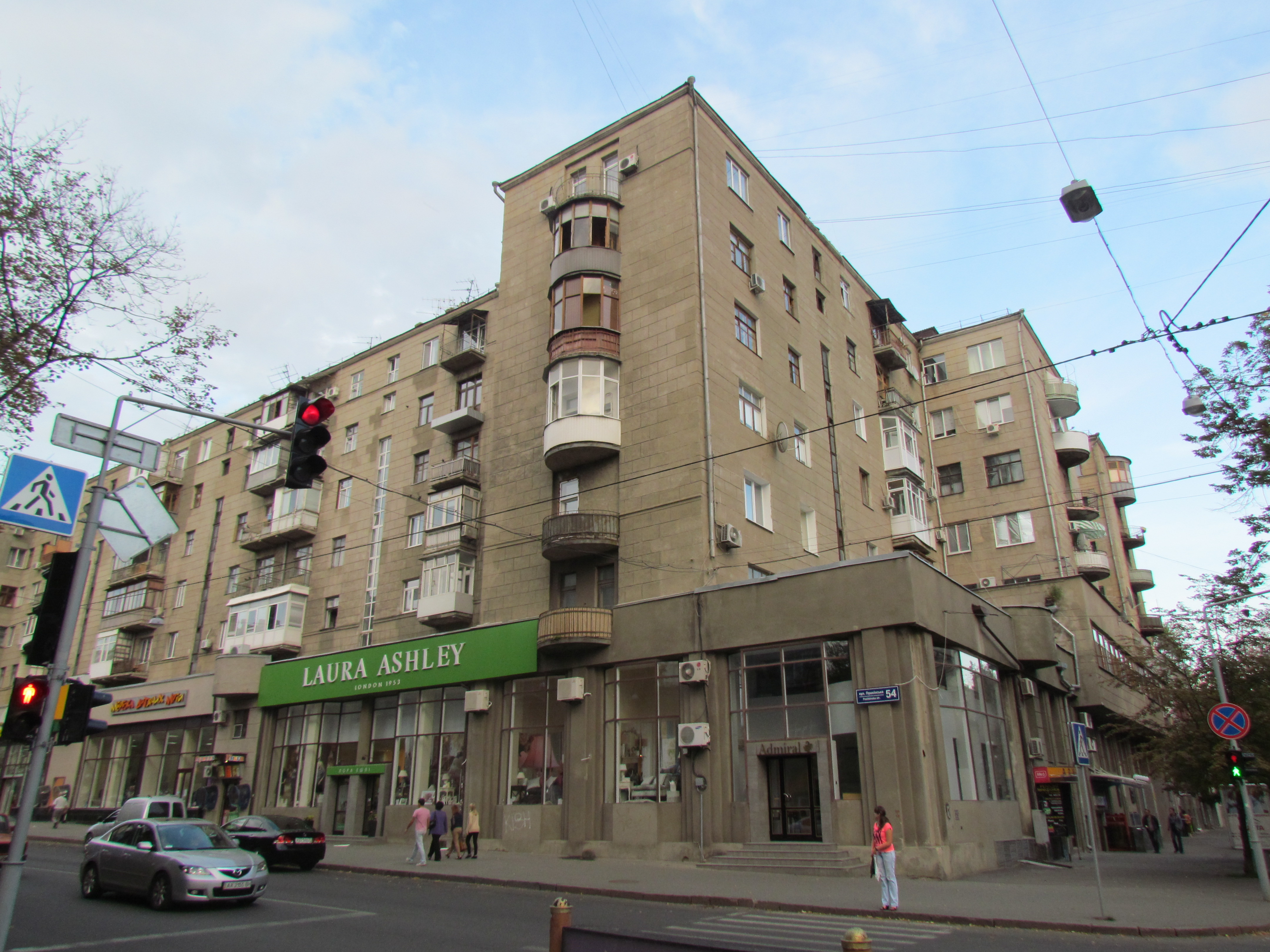
Новий будинок, побудований на місці церков